# Sauerlandpark Hemer

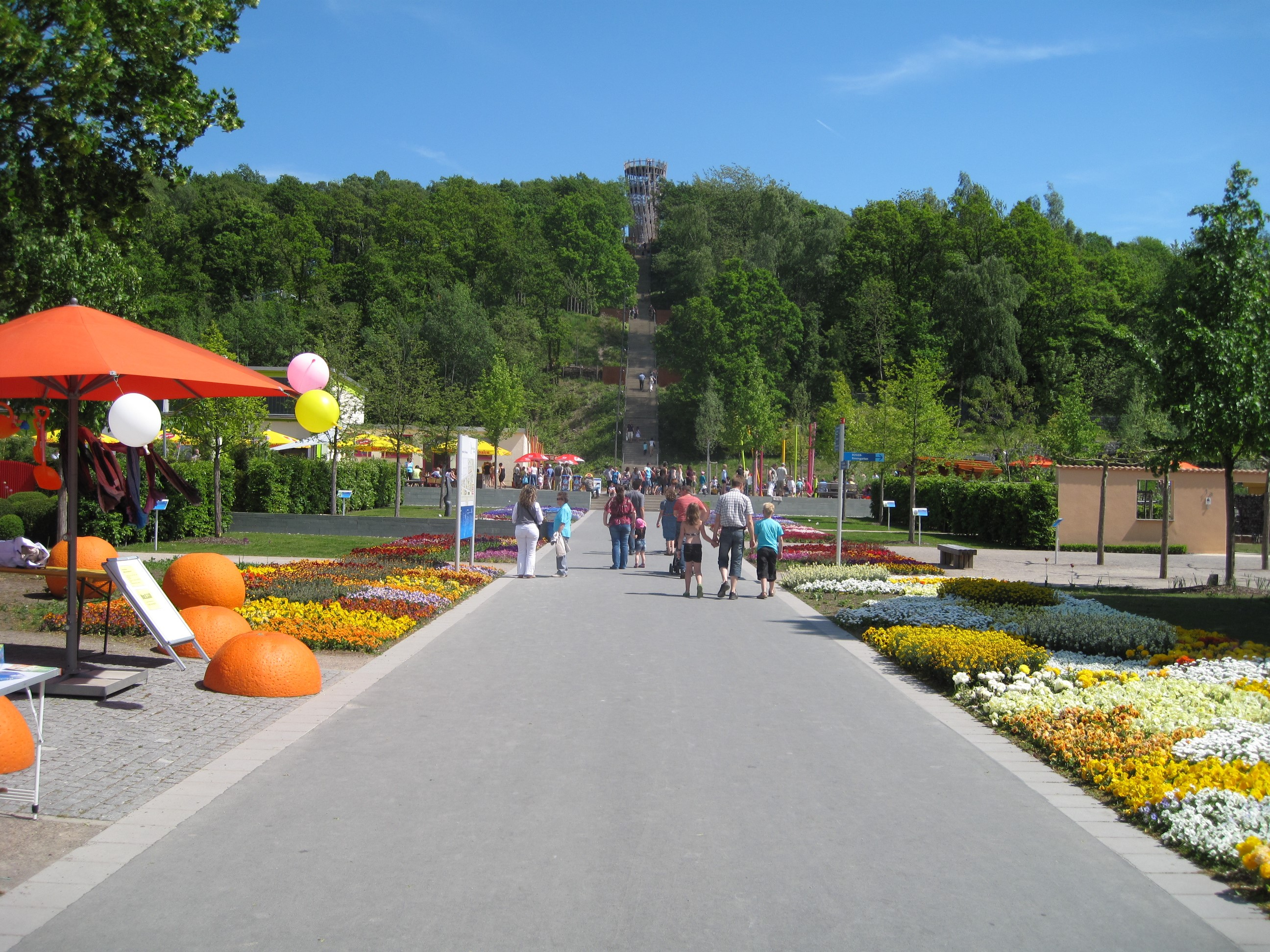
Sauerlandpark
Sichtachse Richtung Jübergturm

Der Sauerlandpark Hemer ist ein etwa 27 Hektar großer Freizeitpark in Hemer, der auf dem ehemaligen Gelände der Landesgartenschau 2010 liegt. Wesentliche Elemente des Gartenschauparks wie das Grohe-Forum, die Themengärten, der Jübergturm und der Park der Sinne blieben erhalten. Der Park wurde am 16. April 2011 eröffnet und bietet Raum für kulturelle Veranstaltungen. Träger ist die Sauerlandpark Hemer GmbH in Gestalt der Umbenennung der Landesgartenschau Hemer 2010 GmbH. Der Sauerlandpark Hemer trägt faktisch die Erblast der Landesgartenschau Hemer 2010 durch die fortgesetzte Identität der GmbH.

## Beschreibung

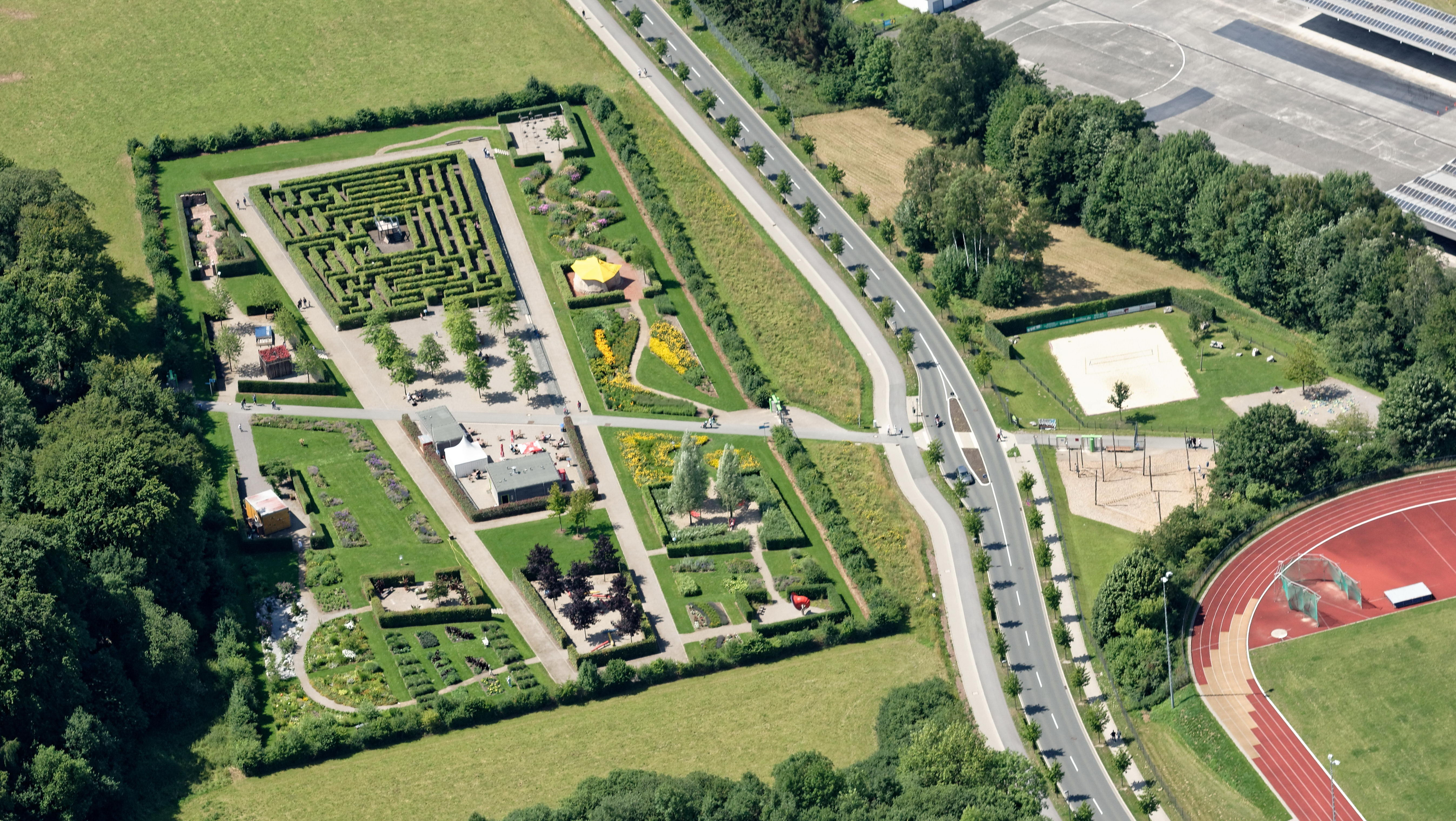
Südlicher Parkabschnitt
Sinnesgärten getrennt durch Ein- und Übergang Deilinghofer Straße von Beachvolleyballfeld und Slacklineparcours.

Der Haupteingang des Parks wurde im Vergleich zur Landesgartenschau um einige Meter nach hinten zwischen die ersten beiden der vier noch erhaltenen Kasernenblöcke verlegt. Von diesen Gebäuden wird der „Blücher-Platz“ in Erinnerung an die ehemalige Blücher-Kaserne umgeben, an dessen Südende sich das Grohe-Forum befindet. In diesem Bereich ist der Gedenkraum für das Stalag VI A platziert, das während des Zweiten Weltkriegs auf dem späteren Gartenschau-Gelände lag. Auch der Himmelsspiegel, eine etwa 2,5 Zentimeter hohe und 845 Quadratmeter große Wasserfläche auf dem Blücher-Platz, ist nach der Landesgartenschau erhalten geblieben. An die vier Militärgebäude schließen sich im Osten die Themengärten an, die für die Landesgartenschau von Gartenbaubetrieben aus der Region entworfen und angelegt wurden. Ihre Pflege übernahm der Förderverein der Landesgartenschau. Ein Wasserspielplatz bietet danach den Anschluss an die Himmelsleiter und einen Zick-Zack-Weg, die zum Jübergturm führen.
Der Skatepark „Rollgarten“ ist auf etwa halber Höhe an die Treppe angeschlossen. Südlich angebunden folgt ein Beachvolleyball-Feld in dem Bereich, in dem vormals Stadtteilgärten lagen. Der Park der Sinne gehört ebenfalls weiterhin zum Parkgelände, ist durch die Deilinghofer Straße allerdings vom übrigen Sauerlandpark getrennt. In diesem südlichsten Park-Abschnitt liegen Sinnesgärten, wie ein Klanggarten und der Hans-Prinzhorn-Irrgarten. Außerdem wurde ein Imkerei-Pavillon in diesem Areal aufgebaut.

## Geschichte

### Landesgartenschau-Rückbau
Der Sauerlandpark wurde im Wesentlichen anlässlich der Landesgartenschau Hemer angelegt, die im Zeitraum vom 17. April bis zum 24. Oktober 2010 über eine Million Besucher zählte. Bereits in den Bewerbungsunterlagen zur LGS 2010 kündigte die Stadt Hemer die Nachnutzung des entsprechenden Geländes als Park an. Im September 2010 fasste der Rat der Stadt Hemer schließlich die ersten Beschlüsse über die Gestaltung des neuen Parks, nach denen der Streichelzoo und Treffpunkt Landwirtschaft im Osten, die Stadtteilgärten im Norden sowie die Blumenhalle im westlichen Teil des Geländes abgebaut werden sollten. Auch der Sportplatz am Rande des LGS-Geländes sollte künftig nicht Teil des Parkes sein, die übrigen Bestandteile sollten dagegen weitgehend erhalten bleiben.

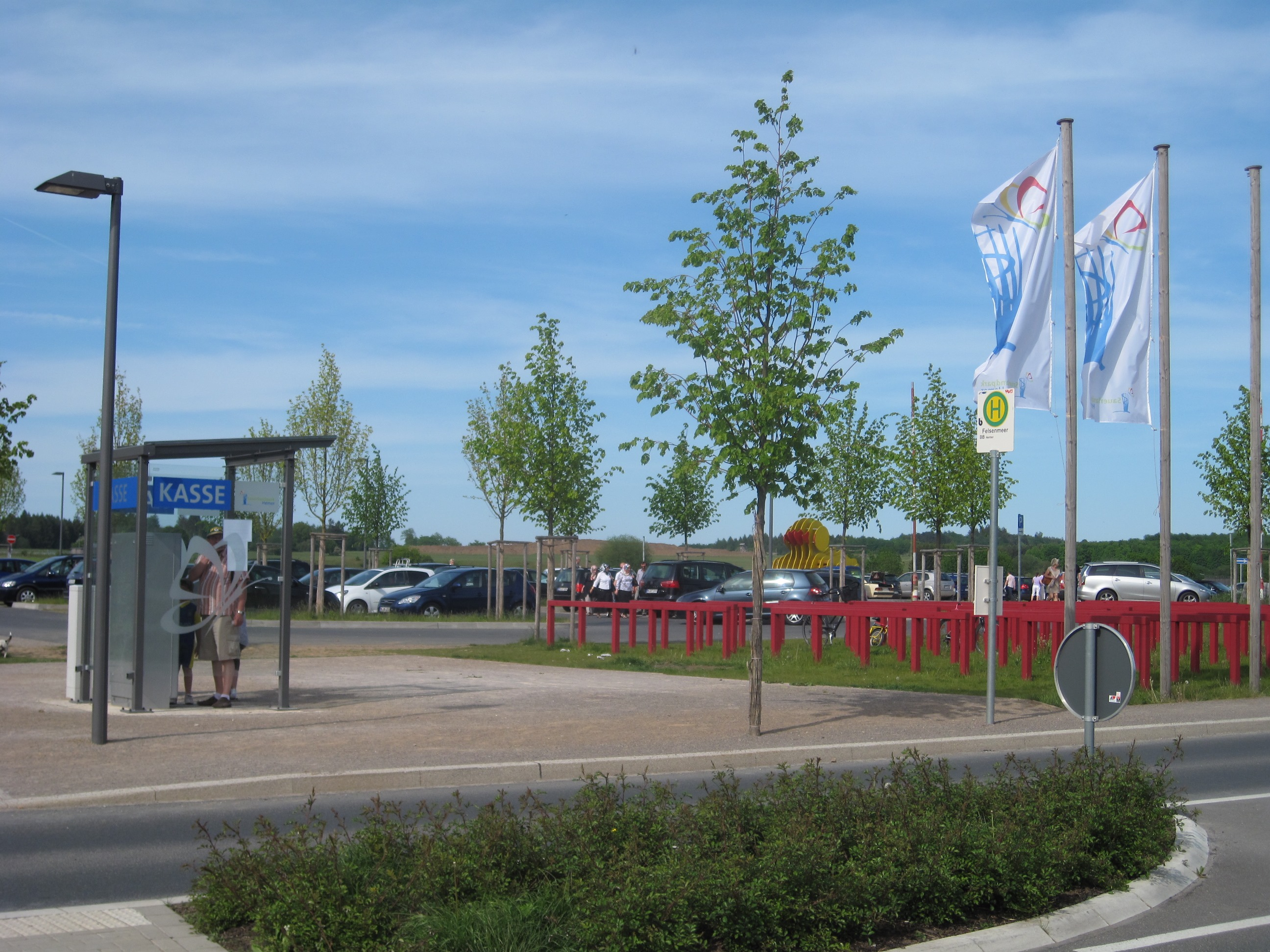
Eingangsbereich Deilinghofen mit Kassenautomat

Ende Oktober 2010 wurde mit dem Rückbau des Geländes begonnen, der mit der Eröffnung des Sauerlandparks am 16. April 2011 abgeschlossen wurde. Am 14. Dezember 2010 beschloss der Stadtrat die Umbenennung der bisherigen Landesgartenschau Hemer 2010 GmbH in Sauerlandpark Hemer GmbH. Der Name ging aus einer Bürgerbefragung hervor, bei der über 1500 Namensvorschläge eingereicht worden waren.
Bereits während der Umbauphase fanden erneut zwei öffentliche Veranstaltungen im zukünftigen Sauerlandpark statt. Im Advent richtete die Stadt einen Weihnachtstreff im Park der Sinne aus, im Februar gastierten Shaolin-Mönche im Grohe-Forum.

### Eröffnung und das erste Jahr

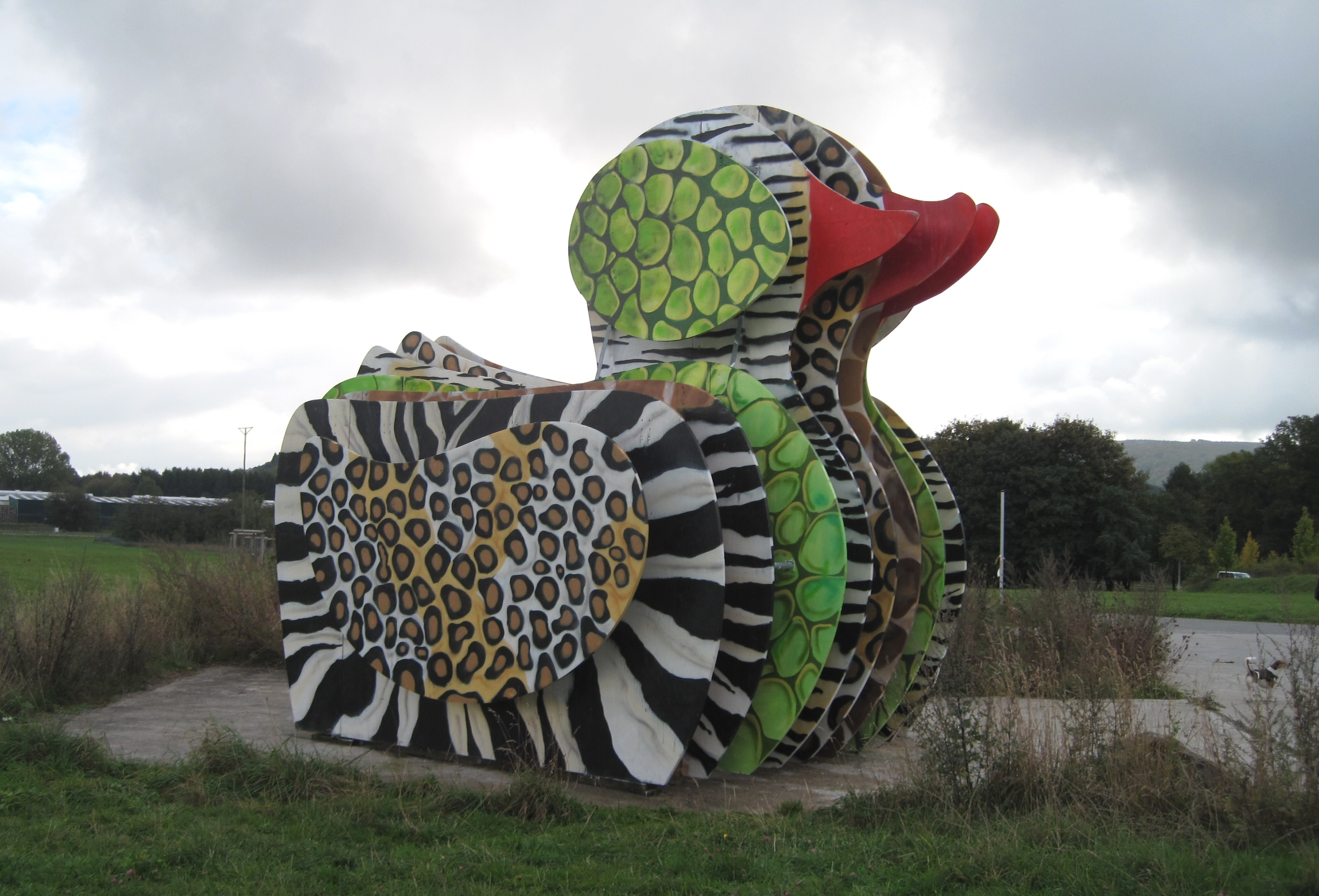
Entenskulptur (Eingangsbereich Deilinghofen)

Der Sauerlandpark wurde am 16. April 2011 eröffnet.
Unter anderem fanden folgende Großveranstaltungen im Premierenjahr planmäßig statt:
- Konzert von Jürgen Drews und Sandy Wagner
- „Beat-Park-Festival“ mit Gentleman, Blumentopf und Sondaschule
- Konzert von Howard Carpendale
- Konzert von Luxuslärm
- Konzert von den Söhnen Mannheims

Mit dem Oktoberfest und dem Lichtgarten wurden zwei Veranstaltungen aus dem Jahr 2010 wiederholt.

## Sauerlandpark Hemer GmbH
Die Landesgartenschau Hemer 2010 GmbH wurde nach Beschluss des Stadtrats vom 1. Februar 2011 in Sauerlandpark Hemer GmbH umbenannt. Zum Geschäftsführer der neuen Gesellschaft wurde der erste Beigeordnete der Stadt Hemer Guido Forsting bestimmt.
Der Sauerlandpark Hemer GmbH ist mit dem Defizit der Landesgartenschau Hemer 2010 GmbH belastet. Für das Geschäftsjahr 2011 rechnete die GmbH mit einem Fehlbetrag von zwei Millionen Euro, der aus dem Eigenkapital gedeckt werden sollte. Die Ausgaben in Höhe von vier Millionen Euro sollten in den folgenden Jahren sinken, da einmalige Investitionen und Abschreibungen wegfallen. Großveranstaltungen wie Konzerte sollten sich nach Angaben von Bürgermeister Michael Esken dabei selber tragen. Der Sauerlandpark rechnete mit 250.000 Besuchern im ersten Jahr. Insgesamt verzeichnete der Sauerlandpark 257.523 Besucher in der Saison vom 16. April bis 6. November 2011. Darin enthalten waren 17.966 Dauerkarten. Das Parkgelände ruhte in der Winterzeit und wurde am 12. April 2012 wieder eröffnet.
Für das Geschäftsjahr 2011 hatte der Sauerlandpark Hemer einen Fehlbetrag von 2.875.000 EURO ausgewiesen. Der Wirtschaftsplan für 2012 rechnete mit einem Fehlbetrag von rund 2 Millionen EURO. Außerdem war beabsichtigt, die Sauerlandpark Hemer GmbH zu steuerlichen Zwecken in eine „gemeinnützige“ GmbH umzuwandeln.

### Logo
Wie schon das Logo der Landesgartenschau wurde auch das Nachfolge-Emblem von der Agentur plakart aus Neuenrade gestaltet. Mit dem Schmetterling wird dabei das bedeutendste Stilelement des LGS-Logos wieder aufgegriffen, auch die Farben des Schriftzugs wurden übernommen. Hinzugefügt wurde eine Darstellung des Jübergturms.